# Sibinda
Sibinda es un pueblo en el Distrito electoral de Sibinda de la región de Caprivi en Namibia.